# Buettikoferella
Buettikoferella is een geslacht van zangvogels uit de familie van de Locustellidae. De wetenschappelijke naam van het geslacht is voor het eerst geldig gepubliceerd in 1928 door Stresemann. als eerbetoon aan de Zwitserse bioloog Johann Büttikofer die lange tijd in Nederland werkte als conservator en directeur van de diergaarde Blijdorp. 

## Soorten
De volgende soort is bij het geslacht ingedeeld:
- Buettikoferella bivittata (Büttikofers zanger) (Bonaparte, 1850)